# Dikroisme
Dikroisme betegner det forhold, at et dobbeltbrydende gennemsigtigt mineral deler indfaldende lys i to stråler af forskellig farve. Forskellen i farve er som regel lille, men ved nogle mineraler, som f.eks. cordierit, kan man iagttage stenen skifte farve, når man drejer den. Dikroisme findes ikke hos mineraler i det kubiske krystalsystem, da disse mineraler ikke er dobbeltbrydende.
Dikroismen kan tydeliggøres i et specielt optisk instrument, et dikroskop, hvor lys, der er gået igennem det krystal, der skal undersøges, passerer et lille vindue og derefter et krystal af islandsk dobbeltspat. Når man ser billedet af vinduet på den anden side af dobbeltspatkrystallet, ser man to billeder af vinduet, i hver sin farve.
| Fysik | Spire Denne artikel om fysik er en spire som bør udbygges. Du er velkommen til at hjælpe Wikipedia ved at udvide den. |